# سعة القناة
سعة القناة، في الهندسة الكهربائية وعلوم الكمبيوتر ونظرية المعلومات، هي الحد الأعلى الضيق للمعدل الذي يمكن من خلاله نقل المعلومات بشكل موثوق عبر قناة اتصال.
وفقا لشروط نظرية ترميز القناة الصاخبة، سعة القناة هو أعلى معدل معلومات (في وحدة المعلومات في وحدة الزمن) التي يمكن تحقيقها باحتمال خطأ عشوائي ضئيل.
تحدد نظرية المعلومات، التي طورها كلود شانون في عام 1948، مفهوم سعة القناة وتوفر نموذجًا رياضيًا يمكن للمرء أن يحسبها. تشير النتيجة الرئيسية إلى أن سعة القناة، كما هو موضح أعلاه، يتم الحصول عليها من خلال الحد الأقصى للمعلومات المتبادلة بين مدخلات ومخرجات القناة، حيث تكون الزيادة فيما يتعلق بتوزيع المدخلات.
كان مفهوم سعة القناة أمرًا محوريًا في تطوير أنظمة الاتصالات السلكية واللاسلكية الحديثة، مع ظهور آليات تصحيح ترميز (تكويد) الأخطاء الجديدة التي أدت إلى تحقيق أداء قريب جدًا من الحدود التي وعدت بها سعة القناة.

## تعريف رسمي
النموذج الرياضي الأساسي لنظام الاتصال هو ما يلي:
حيث:
- {\displaystyle W} هي الرسالة المراد إرسالها؛
- {\displaystyle X} هو رمز إدخال القناة ( {\displaystyle X^{n}} هو سلسلة {\displaystyle n} من الرموز) مأخوذة في الأبجدية {\displaystyle {\mathcal {X}}}؛
- {\displaystyle Y} هو رمز إخراج القناة ( {\displaystyle Y^{n}} هو سلسلة {\displaystyle n} من الرموز) مأخوذة في الأبجدية {\displaystyle {\mathcal {Y}}}؛
- {\displaystyle {\hat {W}}} هو تقدير الرسالة المرسلة؛
- {\displaystyle f_{n}} هي وظيفة (دالة) الترميز لكتلة الطول {\displaystyle n}؛
- {\displaystyle p(y|x)=p_{Y|X}(y|x)} هي القناة الصاخبة التي تم تصميمها من خلال توزيع احتمالي مشروط ؛ و،
- {\displaystyle g_{n}} هي وظيفة (دالة) فك الشفرة لكتلة الطول {\displaystyle n}.

لتكن {\displaystyle X} و {\displaystyle Y} على غرار المتغيرات العشوائية. علاوة على ذلك، لتكن {\displaystyle p_{Y|X}(y|x)} دالة التوزيع الاحتمالي الشرطي لـ {\displaystyle Y} معطى {\displaystyle X}، وهي خاصية ثابتة متأصلة في قناة الاتصال. ثم اختيار التوزيع الهامشي {\displaystyle p_{X}(x)} يحدد كاملاً التوزيع المشترك {\displaystyle p_{X,Y}(x,y)} بسبب الهوية
{\displaystyle \ p_{X,Y}(x,y)=p_{Y|X}(y|x)\,p_{X}(x)}
مما يؤدي بدوره إلى تبادل المعلومات {\displaystyle I(X;Y)} . يتم تعريف سعة القناة على أنها
{\displaystyle \ C=\sup _{p_{X}(x)}I(X;Y)\,}
حيث الحد الأعلى supremum يؤخذ على كل الخيارات الممكنة لـ {\displaystyle p_{X}(x)} .

## الإضافية الخاصة بسعة القناة
سعة القناة مضافة على القنوات المستقلة. هذا يعني أن استخدام قناتين مستقلتين بطريقة مجمعة يوفر نفس القدرة النظرية لاستخدامهما بشكل مستقل. بشكل أكثر رسمية، لتكن {\displaystyle p_{1}} و {\displaystyle p_{2}} قناتين مستقلتين على غرار ما ورد أعلاه؛ {\displaystyle p_{1}} وجود أبجدية الإدخال {\displaystyle {\mathcal {X}}_{1}} وأبجدية الإخراج {\displaystyle {\mathcal {Y}}_{1}} . Idem لـ {\displaystyle p_{2}} . نحدد قناة المنتج
{\displaystyle p_{1}\times p_{2}} مثل {\displaystyle \forall (x_{1},x_{2})\in ({\mathcal {X}}_{1},{\mathcal {X}}_{2}),\;(y_{1},y_{2})\in ({\mathcal {Y}}_{1},{\mathcal {Y}}_{2}),\;(p_{1}\times p_{2})((y_{1},y_{2})|(x_{1},x_{2}))=p_{1}(y_{1}|x_{1})p_{2}(y_{2}|x_{2})}

تنص هذه النظرية على: {\textstyle C(p_{1}\times p_{2})=C(p_{1})+C(p_{2})}

## قدرة شانون على الرسم البياني
إذا كان G عبارة عن رسم بياني (غراف) غير موجه، فيمكن استخدامه لتحديد قناة اتصالات تكون فيها الرموز هي عُقد الرسم البياني، وقد يتم الخلط بين كلمتين مرمزتين مع بعضهما البعض إذا كانت رموزهما في كل موضع متساوية أو متجاورة. يبقى التعقيد الحسابي للعثور على قدرة شانون لهذه القناة مفتوحًا، ولكن يمكن أن يحدها من خلال رسم بياني ثابت مهم آخر، رقم لوفاسز.

## نظرية ترميز القنوات الصاخبة
تنص نظرية ترميز القناة الصاخبة على أنه بالنسبة لأي احتمال خطأ ε > 0 ولأي معدل إرسال R أقل من سعة القناة C، يوجد نظام ترميز وفك ترميز لنقل البيانات بمعدل R يكون احتمال الخطأ أقل من ε، لـ طول كتلة كبيرة بما فيه الكفاية. وأيضًا، بالنسبة لأي معدل أكبر من سعة القناة، يرتفع احتمال الخطأ في المُستقبِل إلى 0.5 عندما يصل طول الكتلة إلى ما لا نهاية.

## مثال تطبيقي
تطبيق نظرية سعة القناة على قناة صاخبة غوسية بيضاء مضافة (AWGN) مع عرض النطاق الترددي B Hz ونسبة الإشارة إلى الصخب (التشويش) S / N هي نظرية شانون - هارتلي :
{\displaystyle C=B\log _{2}\left(1+{\frac {S}{N}}\right)\ }
يتم قياس C بالبت في الثانية إذا تم أخذ اللوغاريتم للأساس 2، أو ناتس في الثانية إذا تم استخدام اللوغاريتم الطبيعي، بافتراض أن B في هيرتز ؛ يتم التعبير عن قوى الإشارة والصخب S و N في وحدة طاقة خطية (مثل الواط أو فولت 2 ). نظرًا لأن أرقام S / N غالبًا ما يتم الاستشهاد بها بالديسيبل، فقد تكون هناك حاجة إلى التحويل. على سبيل المثال، تتوافق نسبة الإشارة إلى الصخب بمقدار 30 ديسيبل مع نسبة القدرة الخطية البالغة
{\displaystyle 10^{30/10}=10^{3}=1000} .

## سعة القناة في الاتصالات اللاسلكية
يركز هذا القسم على سيناريو الهوائي من سيناريو نقطة إلى نقطة. بالنسبة لسعة القناة في الأنظمة ذات الهوائيات المتعددة، راجع المقالة على MIMO .

### قناة AWGN محدودة العرض الترددي (Bandlimited)

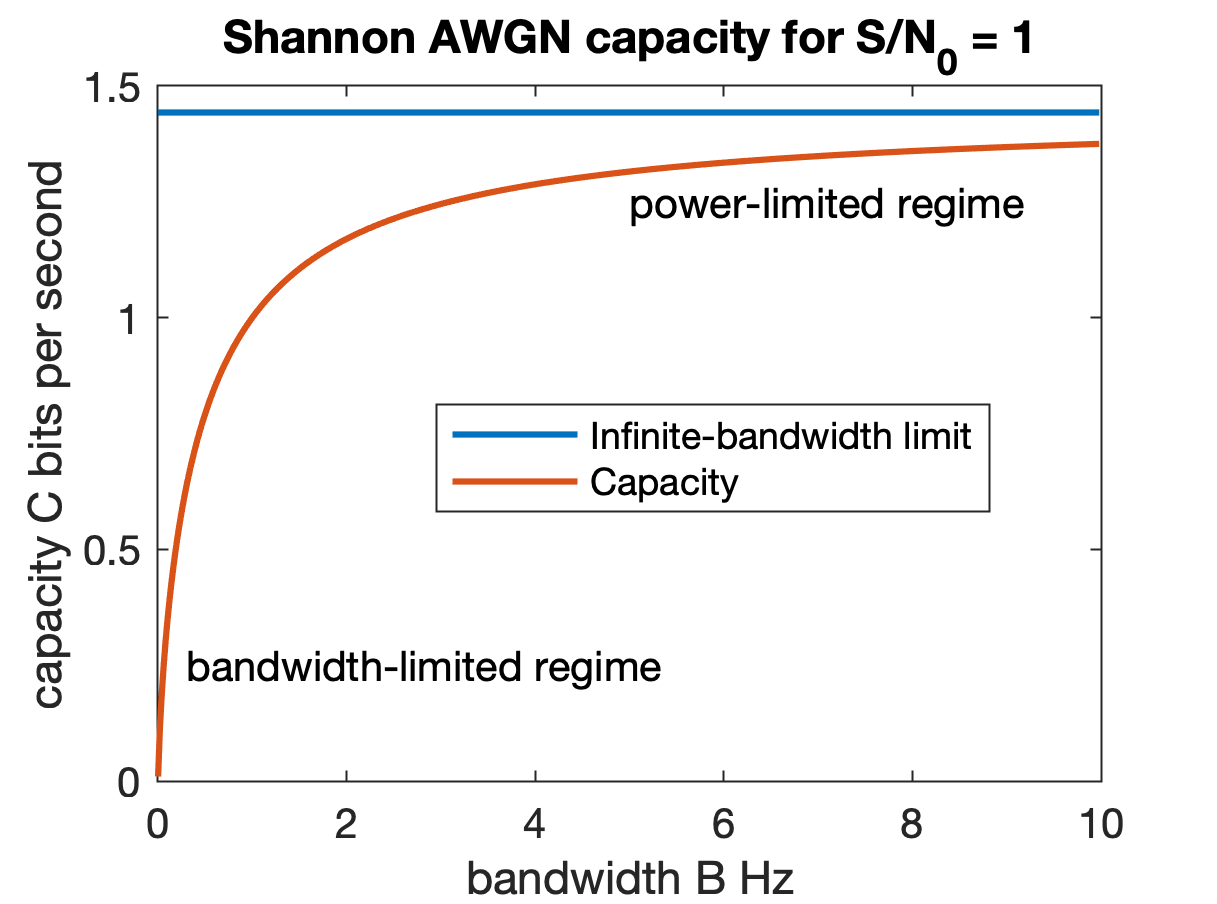
أشارت سعة قناة AWGN مع النظام المحدود القدرة ونظام النطاق الترددي المحدود. يعبر عن ذلك بــ، ؛ يمكن قياس B و C بشكل متناسب مع القيم الأخرى.

إذا كان متوسط القدرة المستقبلة [W] {\displaystyle {\bar {P}}} والكثافة الطيفية لقدرة الصخب [W / Hz] {\displaystyle N_{0}}، سعة قناة AWGN هي
{\displaystyle C_{\text{AWGN}}=W\log _{2}\left(1+{\frac {\bar {P}}{N_{0}W}}\right)} [بت / ثانية]،
حيث {\displaystyle {\frac {\bar {P}}{N_{0}W}}} هي نسبة الإشارة إلى الصخب المُستقبلة (SNR). تُعرف هذه النتيجة بنظرية شانون هارتلي .
عندما يكون SNR كبيرًا (SNR >> 0 ديسيبل)، تكون السعة {\displaystyle C\approx W\log _{2}{\frac {\bar {P}}{N_{0}W}}} لوغاريتمية في الطاقة وخطية تقريبًا في عرض النطاق الترددي. وهذا ما يسمى بنظام النطاق الترددي المحدود .
عندما يكون SNR صغيرًا (SNR << 0 ديسيبل)، تكون السعة {\displaystyle C\approx {\frac {\bar {P}}{N_{0}\ln 2}}} خطية في الطاقة ولكنها غير حساسة لعرض النطاق الترددي. وهذا ما يسمى بالنظام المحدود للقدرة.
يوضح الشكل التالي النظام المحدود للنطاق الترددي والنظام المحدود للقدرة.

### قناة AWGN انتقائية التردد
يتم إعطاء قدرة القناة الانتقائية للترددات من خلال ما يسمى تخصيص طاقة تعبئة المياه،
{\displaystyle C_{N_{c}}=\sum _{n=0}^{N_{c}-1}\log _{2}\left(1+{\frac {P_{n}^{*}|{\bar {h}}_{n}|^{2}}{N_{0}}}\right),}
حيث {\displaystyle P_{n}^{*}=\max \left\{\left({\frac {1}{\lambda }}-{\frac {N_{0}}{|{\bar {h}}_{n}|^{2}}}\right),0\right\}} و {\displaystyle |{\bar {h}}_{n}|^{2}} هو تحصيل القناة الفرعية {\displaystyle n} مع {\displaystyle \lambda } تم اختياره لمواجهة قيود الطاقة.

### القناة بطيئة التلاشي
في القناة بطيئة التلاشي، حيث يكون وقت التماسك أكبر من متطلب وقت الاستجابة، لا توجد سعة محددة مثل المعدل الأقصى للاتصالات الموثوقة التي تدعمها القناة، {\displaystyle \log _{2}(1+|h|^{2}SNR)}، يعتمد على تحصيل القناة العشوائية {\displaystyle |h|^{2}}، وهو غير معروف للناقل. إذا كان المرسل يقوم بترميز البيانات بمعدل [bits / s / Hz] {\displaystyle R}، هناك احتمال غير صفري بأن احتمال خطأ فك الترميز لا يمكن أن يكون صغيرًا بشكل اعتباطي،
{\displaystyle p_{out}=\mathbb {P} (\log(1+|h|^{2}SNR)<R)}،
في هذه الحالة يقال أن النظام في حالة انقطاع. مع احتمال غير صفري أن تكون القناة في حالة من التلاشي العميق، فإن سعة قناة التلاشي البطيء بالمعنى الدقيق هي صفر. ومع ذلك، فمن الممكن تحديد أكبر قيمة {\displaystyle R} بحيث أن احتمال الانقطاع {\displaystyle p_{out}} اقل من {\displaystyle \epsilon }. تُعرف هذه القيمة باسم {\displaystyle \epsilon } سعة الانقطاع.

### قناة التلاشي السريع
في قناة سريعة التلاشي، حيث يكون متطلب وقت الاستجابة أكبر من وقت التماسك ويمتد طول كلمة الترميز إلى العديد من فترات التماسك، يمكن للمرء أن يحسب المتوسط من خلال العديد من القنوات المستقلة بالترميز على عدد كبير من المجالات الزمنية للتماسك. وبالتالي، فمن الممكن تحقيق معدل اتصال موثوق به {\displaystyle \mathbb {E} (\log _{2}(1+|h|^{2}SNR))} [bits / s / Hz] ومن المفيد الحديث عن هذه القيمة باعتبارها سعة قناة التلاشي السريع.

## روابط خارجية
- Hazewinkel, Michiel, ed. (2001), "Transmission rate of a channel", Encyclopedia of Mathematics  [لغات أخرى]‏ (بالإنجليزية), Springer, ISBN:978-1-55608-010-4  Hazewinkel, Michiel, ed. (2001), "Transmission rate of a channel", Encyclopedia of Mathematics  [لغات أخرى]‏ (بالإنجليزية), Springer, ISBN:978-1-55608-010-4
- سعة قناة AWGN مع قيود مختلفة على إدخال القناة (عرض تفاعلي)